# U-637
| U-637 | U-637 | U-637 |
| --- | --- | --- |
| U 637 | | |
| | | |
| Зображення підводного човна підтипу VIIC                                                                     | | |
| Верф | Blohm + Voss, Гамбург | Blohm + Voss, Гамбург |
| Під прапором                                                                                                 | Третій Рейх | Третій Рейх |
| Належність                                                                                                   | Крігсмаріне | Крігсмаріне |
| Порт приписки                                                                                                | Кіль, Кенігсберг, Данциг, Ставангер | Кіль, Кенігсберг, Данциг, Ставангер |
| Замовлення                                                                                                   | 20 серпня 1941 | 20 серпня 1941 |
| Закладений                                                                                                   | 17 жовтня 1941 | 17 жовтня 1941 |
| Спуск на воду                                                                                                | 7 липня 1942 | 7 липня 1942 |
| Введений до складу флоту                                                                                     | 27 серпня 1942 | 27 серпня 1942 |
| На службі | 1942—1945 | 1942—1945 |
| Сучасний статус                                                                                              | 9 травня 1945 року капітулював союзникам у норвезькому порту Ставангер; 27 травня переміщений до Лох-Раян у Шотландії, а 21 грудня 1945 року затоплений за планом операції «Дедлайт» північніше Ірландії | 9 травня 1945 року капітулював союзникам у норвезькому порту Ставангер; 27 травня переміщений до Лох-Раян у Шотландії, а 21 грудня 1945 року затоплений за планом операції «Дедлайт» північніше Ірландії |
| Бойовий досвід                                                                                               | Друга світова війна Битва за Атлантику Кампанія на Балтійському морі | Друга світова війна Битва за Атлантику Кампанія на Балтійському морі |
| Проєкт | | |
| Тип ПЧ | середній торпедний ДПЧ | середній торпедний ДПЧ |
| Вартість | 4 714 000 ℛℳ | 4 714 000 ℛℳ |
| Основні характеристики                                                                                       | | |
| Швидкість (надводна)                                                                                         | 17,9 вузла | 17,9 вузла |
| Швидкість (підводна)                                                                                         | 8 вузлів | 8 вузлів |
| Робоча глибина занурення                                                                                     | 100 м | 100 м |
| Гранична глибина занурення                                                                                   | 220 м | 220 м |
| Автономність плавання                                                                                        | 135—174 км на швидкості 4 вузли (в підводному положенні) 11 470 км на швидкості 10 вузлів (у надводному положенні)                                                                                       | 135—174 км на швидкості 4 вузли (в підводному положенні) 11 470 км на швидкості 10 вузлів (у надводному положенні)                                                                                       |
| Екіпаж | 44—60 осіб | 44—60 осіб |
| Розміри | | |
| Довжина найбільша (по КВЛ)                                                                                   | 67,1 м | 67,1 м |
| Ширина корпусу найб.                                                                                         | 6,2 м | 6,2 м |
| Висота | 9,6 м | 9,6 м |
| Середня осадка (по КВЛ)                                                                                      | 4,74 м | 4,74 м |
| Водотоннажність надводна                                                                                     | 769 т | 769 т |
| Силова установка                                                                                             | | |
| дизель-електрична; 2 дизельних двигуни MAN M 6 V 40/46, 2 електродвигуни Siemens-Schuckert-Werke GU 343/38-8 | | |
| Гвинти | 2 | 2 |
| Потужність                                                                                                   | 2800—3200 к.с. (дизелі) 750 к.с. (електродвигуни) | 2800—3200 к.с. (дизелі) 750 к.с. (електродвигуни) |
| Озброєння | | |
| Артилерія | 1 × 88-мм палубна гармата SK C/35 | 1 × 88-мм палубна гармата SK C/35 |
| Торпедно- мінне озброєння                                                                                    | 4 носових і один кормовий ТА 14 торпед або 26 мін TMA | 4 носових і один кормовий ТА 14 торпед або 26 мін TMA |
| ППО | 1 × 37-мм зенітна гармата Flak M42 2 × 20-мм зенітні гармати FlaK 30 | 1 × 37-мм зенітна гармата Flak M42 2 × 20-мм зенітні гармати FlaK 30 |

U-637 — німецький середній підводний човен типу VIIC, що входив до складу Військово-морських сил Третього Рейху за часів Другої світової війни. Закладений 17 жовтня 1941 року на верфі № 613 Blohm + Voss у Гамбурзі. Спущений на воду 7 липня 1942 року. 27 серпня 1942 року корабель увійшов до складу 5-ї навчальної флотилії ПЧ ВМС нацистської Німеччини.

## Історія
U-637 належав до німецьких підводних човнів типу VIIC, найчисельнішого типу субмарин Третього Рейху, яких випущено 703 одиниці. Службу розпочав у складі 5-ї навчальної флотилії ПЧ. 1 червня 1944 року продовжив службу у складі 1-ї флотилії ПЧ. 6 липня 1944 року — у складі 8-ї флотилії ПЧ, а 1 січня 1945 року повернувся до 5-ї флотилії.
З листопада 1944 до квітня 1945 року U-637 здійснив 3 бойових походи в Атлантичний океан, в яких провів 65 днів. За цей час човен потопив 1 військовий корабель (39 тонн).
9 травня 1945 року U-637 капітулював союзникам у норвезькому порту Ставангер. 27 травня того ж року переміщений до Лох-Раян у Шотландії, а 21 грудня 1945 року затоплений за планом операції «Дедлайт» північніше Ірландії.

## Командири
- Капітан-лейтенант Макс Бернд Дітріх (27 серпня 1942 — 22 лютого 1943)
- Капітан-лейтенант Гюнтер Цеделіус (23 лютого 1943 — 20 липня 1944)
- Оберлейтенант-цур-зее Фріц Фабріціус (21 липня — 30 серпня 1944)
- Капітан-лейтенант Вольфганг Рікеберг (1 жовтня 1944 — 26 квітня 1945)
- Оберлейтенант-цур-зее Вальтер Ергардт (січень 1945)
- Оберлейтенант-цур-зее-інженер Клаус Вебер (27 квітня — 9 травня 1945)

## Перелік уражених U-637 суден у бойових походах
| №                                                           | Дата           | Командир ПЧ               | Назва   | Тип              | Належність                   | Водотоннажність (брт) | Вантаж | Конвой | Результат та координати                                                | Наслідки атаки для екіпажу  | Прим. |
| ----------------------------------------------------------- | -------------- | ------------------------- | ------- | ---------------- | ---------------------------- | --------------------- | ------ | ------ | ---------------------------------------------------------------------- | --------------------------- | ----- |
| Перший похід (25.11.1944—13.01.1945, 50 діб; Данциг—Данциг) |                |                           |         |                  |                              |                       |        |        |                                                                        |                             |       |
| 1                                                           | 23 жовтня 1943 | Kptlt. Вольфганг Рікеберг | БМО-594 | патрульний катер | Військово-морський флот СРСР | 39                    |        |        | потоплений 59°27′ пн. ш. 24°00′ сх. д. / 59.450° пн. ш. 24.000° сх. д. | ? (? загинули та ? вціліли) |       |